# Michael Zadoorian
Michael Zadoorian (Detroit, 26 febbraio 1957) è uno scrittore statunitense.
La sua scrittura affronta temi come la morte, l'amore, le cose perse e ritrovate e il ricordo.
Dal suo romanzo In viaggio contromano edito in Italia da Marcos y Marcos è stato tratto il film Ella&John - The Leisure Seeker.

## Biografia
Michael Zadoorian è nato a Detroit, dove vive e lavora, nel 1957.
Dopo la laurea alla Wayne State University e la scoperta dell'opera di Raymond Carver, ha iniziato a scrivere racconti mentre svolgeva i più disparati mestieri.
Il suo esordio nella narrativa è avvenuto nel 2000 con il romanzo Second hand - Una storia d'amore, pubblicato in Italia dalla casa editrice Marcos y Marcos (così come le sue successive opere), con protagonista il proprietario di un negozio di oggetti usati a Detroit convinto che, in ogni oggetto dimenticato, vi siano nuovi significati da scoprire e svelare.
Esce invece nel 2009 In viaggio contromano, la storia di Ella e John, una anziana coppia che, "in barba a ogni cautela, a ogni pallosa ragionevolezza", decide di partire con il proprio camper, un vecchio Leisure Seeker, e compiere la vacanza della vita. Nello stesso anno esce la raccolta di racconti Il mondo delle cose, pubblicata in Italia l'anno dopo.
Nel 2018, a nove anni di distanza da In viaggio contromano, è uscito il suo nuovo romanzo, Beautiful Music.
Nel luglio del 2016, al Festival di Cannes è stata annunciata la trasposizione cinematografica, da parte del regista italiano Paolo Virzì, del romanzo In viaggio contromano; protagonisti del road movie, nel ruolo di Ella e John, Helen Mirren e Donald Sutherland. Il film è nelle sale italiane dal 18 gennaio 2018.

## Opere

### Romanzi
- Second hand: una storia d'amore (Second Hand) (2000), Milano, Marcos y Marcos, 2008 Traduzione di Michele Foschini ISBN 978-88-7168-484-0.
- In viaggio contromano (The Leisure Seeker) (2009), Milano, Marcos y Marcos, 2009 Traduzione di Claudia Tarolo ISBN 978-88-7168-505-2.
- Beautiful Music (2018), Milano, Marcos y Marcos, 2018 Traduzione di Claudia Tarolo ISBN 978-88-7168-820-6.

### Racconti
- Il mondo delle cose (The Lost Tiki Palaces of Detroit) (2009), Milano, Marcos y Marcos, 2010 Traduzione di Michele Foschini e Gioia Guerzoni ISBN 978-88-7168-524-3.